# 안드로메다자리 람다
안드로메다자리 람다(λ And / λ Andromedae)는 안드로메다자리의 이중성이다. 지구에서 약 84.2 광년 떨어져있다. 분광 쌍성으로 공전 주기는 20.52 일이다. 황색 G형 거성으로 겉보기 등급은 +3.81 등급이다. 사냥개자리 RS형 변광성으로 54.2 일에 걸쳐 +3.69 등급에서 +3.97 등급까지 밝기가 변화한다.

## 참고 자료
- https://web.archive.org/web/20050427132244/http://www.mfc-cs.com/space/stars/hip116584.htm
- http://www.alcyone-software.com/cgi-bin/search.pl?object=HR8961 보관됨 2011-07-07 - 웨이백 머신
- 안드로메다 람다의 사진